# División de Faisalabad
La división de Faisalabad (en urdu : فیصل آباد ڈویژن) es una subdivisión administrativa de la provincia de Punyab en Pakistán. Cuenta con 14,2 millones de habitantes en 2017, y su capital es Faisalabad.
Como todas las divisiones pakistaníes, fue derogada en 2000 y luego restablecida en 2008.
La división reagrupa los distritos siguientes:
- Chiniot
- Faisalabad
- Jhang
- Toba Tek Singh